# Bernard Gallacher
Bernard Gallacher (Bathgate, 8 februari 1949) is een Schotse golfprofessional.

## Amateur
Gallacher begon met golf op 11-jarige leeftijd. In 1967 won hij het Schots Amateur Kampioenschap en werd later dat jaar professional. 

#### Teams
- Jacques Leglise Trophy: 1965 (winnaars), 1966 (winnaars)

## Professional
In 1968 won hij de  Sir Henry Cotton Rookie of the Year Award. Een jaar later won hij al enkele toernooien, deels in Zambia en deels in Europa, waar de Europese PGA Tour toen nog niet bestond. Daarnaast heeft hij in 1973, 1974, 1977 en 1983 het Schotse Professional Kampioenschap gewonnen.
Europa
- 1969: W.D. & H.O. Wills Tournament

Europese Tour
Op de Europese Tour kwam hij vijfmaal in de Top-10 in de eerste tien jaren dat de Tour bestond (1972-1982), in 1974 kwam hij zelfs op de 3de plaats. Hij behaalde er tien overwinningen:
- 1974: Carroll's International, Dunlop Masters
- 1975: Dunlop Masters
- 1977: Open de España
- 1979:  Open de France
- 1980: Haig Whisky TPC
- 1981: Cold Shield Greater Manchester Open
- 1982: Martini International, Jersey Open
- 1984: Jersey Open

#### Teams
- Ryder Cup: Gallacher heeft veelvuldig meegedaan aan de Ryder Cup. Eerst werd hij in 1969 de jongste teamgenoot ooit. Dat record is inmiddels verbroken o.a. door Nick Faldo. Verder deed hij in 1971, 1973, 1975, 1977, 1979, 1981, 1983 mee. 
 Als non-playing captain deed hij in 1991, 1993 en 1995 mee. Dat laatste jaar won Europa.
- World Cup: namens Schotland in 1969, 1971, 1974, 1982 en 1983
- Hennessy Cognac Cup: 1974 (winnaars), 1978 (winnaars), 1982 (winnaars), 1984 (Captain)
- Double Diamond: 1971, 1972, 1973 (winnaars), 1974, 1975, 1976, 1977
- Philip Morris International: 1976

#### Seniors Tour
Gallacher speelt nu op de European Seniors Tour. 
- 2002: The Mobile Cup

Tot eind 1996 was Gallacher professional op de beroemde Wentworth Club in Surrey. Zijn dochter Kirsty is sportpresentator op televisie.